# Przeciekające wiadro Okuna
Przeciekające wiadro Okuna – metafora wymyślona przez Arthura Okuna mająca zobrazować nieefektywność redystrybucji dóbr. Jego zdaniem, transfery majątku od bogatych do ubogich przypominają noszenie wody w dziurawym wiadrze: część majątku marnuje się w trakcie dokonywania tych transferów. Dzieje się tak nie tylko za sprawą wydatków koniecznych do przeprowadzenia działań redystrybucyjnych, ale także kosztów związanych z zakłócającym efektywność charakterem podatków.